# Seznam českých exonym pro polská toponyma
Na tomto seznamu jsou porovnána místní a pomístní jména (endonyma) v Polsku (města, řeky, ostrovy apod.) se svým exonymy, jež se pro stejný objekt používají v češtině. 
Tučně jsou označena česká exonyma, která jsou na české Wikipedii použita pro základní článek o daném objektu.

## A
- Augustov – Augustów

## B
- Bavorov – Baborów
- Bělá – Biała
- Bělá – Biała – řeka
- Bělava – Bielawa – zastaralé
- Bělověž – Białowieża – užívá se spíš v souvislosti s blízkým Bělověžským pralesem
- Bělostok – Białystok
- Beruň – Bieruń
- Bílsko-Bělá – Bielsko-Biała
- Bělá Podleská – Biała Podlaska
- Bílsko Podleské – Bielsk Podlaski
- Blščina – Pszczyna, česky také Pština a historicky Blština
- Blština – Pszczyna, česky také Pština a historicky Blščina
- Bohatyně – Bogatynia, před rokem 1945 česky Rychnov
- Boleslav – Bolesławiec, česky též Slezská Boleslav nebo nověji Boleslavec
- Boleslavec – Bolesławiec, česky též Boleslav nebo Slezská Boleslav
- Brdo – Bardo – dříve
- Břeh – Brzeg – vychází z užívání
- Březová – Brzozowie
- Březinka (bývalá část Osvětimi) – pol. Brzezinka, něm. Birkenau
- Byčina – Byczyna
- Bydhošť – Bydgoszcz
- Bydhošťský průplav – Kanał Bydgoski – průplav
- Bystřické hory – Góry Bystrzyckie – pohoří
- Bytom nad Odrou – Bytom Odrzański
- Bytovo – Bytów – historicky

## Č
- Čenstochová – Częstochowa
- Čehanov – Ciechanów – historicky
- Čechovice-Dědice – Czechowice-Dziedzice

## D
- Dolní Slezsko – Dolny Śląsk
- Drezno - Drezdenko – historicky
- Druženské jezero – Druzno – jezero
- Dušníky – Duszniki-Zdrój, česky také Lázně Dušníky

## E
- Elbínek – Elbląg

## F
- Falkenberk – Niemodlin, česky Nemodlín
- Frankenštejn – Ząbkowice Śląskie, česky také Slezské Zoubkovice

## G
- Gdaňsk – Gdańsk
- Gdyně – Gdynia
- Gižicko – Gižicko
- Glivice – Gliwice, česky také Hlivice
- Grodkov – Grodków, česky řidčeji také Grotkov
- Grotkov – Grodków, česky častěji Grodkov
- Goltperk – Złotoryja

## H
- Hajnovka – Hajnówka
- Halič – ukr. Halyčyna (Галичина), pol. Galicja
- Helská kosa – Mierzeja Helska – písečná kosa
- Hlivice – Gliwice, česky také Glivice
- Hlivický průplav – Kanał Gliwicki – průplav
- Hlohov – Głogów
- Hlubčice – Głubczyce
- Hlucholazy – Głuchołazy
- Hnězdno – Gniezno
- Horní Hlohov – Głogówek – zastaralé
- Horní Laziska – Łaziska Górne
- Horní Slezsko – Górny Śląsk
- Hořov – Gorzów Wielkopolski, česky též Velkopolský Hořov nebo Landsberg nad Wartou
- Hrádek – Radków – zastaralé, česky také Radkov
- Hrubešov – Hrubieszów
- Hubno - Gubin – historicky
- Hvízda – Kwisa – řeka

## Ch
- Chlumno – Chełmno – zřídka
- Chlumže – Chełmża
- Chorošť – Choroszcz
- Chořov – Chorzów
- Chrapkovice – Krapkowice – historicky
- Chrastelov – Chróścielów – vychází z užívání
- Chřenovice – Krzanowice, česky také Křenovice
- Chudoba – Kudowa-Zdrój, česky též Lázně Chudoba

## I
- Ilava – Iława
- Inovroclav – Inowrocław, česky též Mladá Vratislav

## J
- Jaroslav – Jarosław
- Javor – Jawor
- Jelení Hora – Jelenia Góra
- Jesenická oblast (Východní Sudety) – Sudety Wschodnie
- Jizerské hory – Góry Izerskie

## K
- Kališ – Kalisz
- Kamenná Hora – Kamienna Góra - dříve česky Lanžhot
- Kašubsko – Kaszuby
- Kandřín-Kozlí – Kędzierzyn-Koźle
- Katovice – Katowice
- Kepno – Kępno
- Ketř – Kietrz
- Kladská Bystřice – Bystrzyca Kłodzka
- Kladská Nisa – Nysa Kłodzka – řeka
- Kladsko – Kłodzko
- Kolobřeh – Kołobrzeg (též něm. Kolberg)
- Košalín – Koszalin
- Kostřín – Kostrzyn nad Odrą
- Kožmín – Koźmin Wielkopolski
- Krakov – Kraków
- Králova Huť – Chorzów – historické, dnes česky Chořov
- Krkonoše – Karkonosze
- Krkonošská oblast (Západní Sudet) – Sudety Zachodnie
- Krkonošsko-jesenická subprovincie (Krkonošsko-jesenická soustava, Sudety) – Sudety
- Krkonošsko-jesenické podhůří (Sudetské podhůří) – Przedgórze Sudeckie
- Kratošín – Krotoszyn
- Křenovice – Krzanowice, česky také Chřenovice
- Kúty – Kęty

## L
- Landek – Lądek-Zdrój
- Landsberg nad Wartou – Gorzów Wielkopolski, česky též Hořov nebo Velkopolský Hořov
- Lanžhot – Kamienna Góra - dřívější název, dnes Kamenná Hora
- Lázně Chudoba – Kudowa-Zdrój, česky též Chudoba
- Lázně Dušníky – Duszniki-Zdrój, česky také Dušníky
- Lázně Jestřebí – Jastrzębie-Zdrój
- Lázně Svěradov – Świeradów-Zdrój
- Lehnice – Legnica
- Lemberk – Lwówek Śląski – dříve
- Lešno – Leszno
- Lizberk -   Lidzbark Warmiński – historicky, česky historicky také Lizberk nad Lynou
- Lizberk nad Lynou -   Lidzbark Warmiński – historicky, česky historicky také Lizberk
- Libava – Lubawka, česky také Lubavka
- Lodž – Łódź
- Lomže – Łomża
- Lubáň – Lubań
- Lubavka – Lubawka, česky také Libava
- Lubín – Lubin
- Lublinec – Lubliniec – občasně
- Lublinská vrchovina – Wyżyna Lubelska
- Lubušsko – ziemia lubuska

## M
- Malopolská vrchovina – Wyżyna Małopolska
- Malopolsko – Małopolska
- Mazovsko – Mazowsze
- Mezilesí – Międzylesie
- Mezizdroje – Międzyzdroje
- Mikulov – Mikołów
- Minstrberk – Ziębice – zastaralé
- Mladá Vratislav – Inowrocław, česky též Inovroclav
- Mysla – Myśla – řeka
- Mysliboř - Myślibórz – historicky
- Myslovice – Mysłowice

## N
- Namyslov – Namysłów
- Němčí – Niemcza
- Nemodlín – Niemodlin, česky také Falkenberk
- Nepolomice – Niepołomice
- Nisa – Nysa
- Noteč – Noteć – řeka
- Nová Ruda – Nowa Ruda
- Nový Sad – Nowy Sącz – historicky, česky historicky také Nový Sadec
- Nový Sadec – Nowy Sącz – historicky, česky historicky také Nový Sad
- Nový Trh – Nowy Targ – historicky
- Nový Štětín – Szczecinek – historicky

## O
- Obřísko – Obrzycko – zastaralé
- Olava – Oława
- Olava – Oława – řeka
- Olešnice – Oleśnica
- Olkuš – Olkusz
- Olštýn – Olsztyn
- Opava – Opawa
- Opavská pahorkatina – Płaskowyż Głubczycki
- Opolí – pol. Opole, něm. Oppeln
- Orlická oblast (Střední Sudety) – Sudety Środkowe
- Orlické hory – Góry Orlickie
- Ořeší – Orzesze
- Ostrolenka – Ostrołęka
- Osoblaha – Osobłoga
- Ostroroh – Ostroróg – zastarale
- Ostrov Mazovský – Ostrów Mazowiecka
- Ostrov Velkopolský – Ostrów Wielkopolski
- Osvětim – pol. Oświęcim, něm. Auschwitz; zastarale Osvěnčín
- Otmuchov – Otmuchów

## P
- Pačkov – Paczków
- Petrkov – Piotrków Trybunalski
- Podleské Meziříčí – Międzyrzec Podlaski
- Pomořský Bělehrad – Białogard – historicky
- Poznaň – Poznań
- Proskov – Prószków, česky také Pruskov
- Prudník – Prudnik
- Pruskov – Prószków, česky také Proskov
- Pruškov – Pruszków
- Přemyšl – Przemyśl
- Převorsk – Przeworsk
- Pšov – Pszów
- Pština – Pszczyna, česky historicky také Blština nebo Blščina

## R
- Radkov – Radków – zastarale česky také Hrádek
- Ratiboř – Racibórz
- Ratibořské Hamry – Kuźnia Raciborska
- Rybníky – Rybnik
- Rydultovy – Rydułtowy
- Rychleby – Złoty Stok
- Rychlebské hory – Góry Złote
- Rychnov – Bogatynia – po roce 1945 česky Bohatyně

## Ř
- Ředeč – Szczytna
- Řepín - Rzepin – historicky
- Řešov – Rzeszów

## S
- Sandoměř – Sandomierz
- Sedlec – Siedlce – historicky
- Sklářská Poruba – Szklarska Poręba
- Skočov – Skoczów
- Slezská Boleslav – Bolesławiec, česky též Boleslav nebo nověji Boleslavec
- Slezská Ruda – Ruda Śląska
- Slezská Středa – Środa Śląska
- Slezská vrchovina – Wyżyna Śląska
- Slezské Pěkary – Piekary Śląskie
- Slezské Zoubkovice – Ząbkowice Śląskie, česky také Frankenštejn
- Slezsko – Śląsk
- Sloup – Słupsk – historicky
- Sloupa – Słupia – řeka
- Slubice – Słubice – historicky
- Sokůlka – Sokółka
- Sopoty – Sopot
- Sosnovec – Sosnowiec
- Soví hory – Góry Sowie – pohoří
- Starý Bor – Polanica-Zdrój - řídce
- Starý Sadec – Stary Sącz – historicky
- Stroužné – Pstrążna – vychází z užívání
- Strumeň – Strumień, česky řidčeji také Struměň
- Struměň – Strumień, česky častěji Strumeň
- Střelín – Strzelin
- Střihom – Strzegom – starší název
- Suvalky – Suwałki – zastaralé
- Svatokřížské hory – Góry Świętokrzyskie – pohoří
- Svídnice – Świdnica
- Svinoústí – Świnoujście, česky historicky také Ústí nad Svinou

## Š
- Šamotuly – Szamotuły
- Štětín – Szczecin, něm. Stettin

## T
- Tarnobřeh – Tarnobrzeg
- Tarnov – Tarnów
- Tarnovice – Tarnowskie Góry, česky nověji též Tarnovské Hory
- Tarnovské Hory – Tarnowskie Góry, česky dřívěji též Tarnovice
- Těšín – Cieszyn
- Trachenberk – Żmigród
- Třebnice – Trzebnica
- Toruň – Toruń
- Tošek – Toszek

## U
- Ústí nad Svinou – Świnoujście, historicky, česky dnes Svinoústí
- Ústráň – Ustroń, česky také Ústraní nebo Ustroň
- Ústraní – Ustroń, česky také Ustroň nebo Ústráň
- Ustroň – Ustroń, česky také Ústraní nebo Ústráň
- Uznojem – pol. Uznam, něm. Usedom – ostrov

## V
- Valbřich – Wałbrzych
- Valdenburk – Wałbrzych – zastaralé
- Varmie – Warmia
- Varšava – Warszawa
- Varta – Warta – řeka
- Velička – Wieliczka, česky také zastarale Vělička
- Vělička – Wieliczka – zastaralé, dnes česky Velička
- Velká Čermná – Czermna
- Velká Hejšovina – pol. Szczeliniec Wielki, něm. Große Heuscheuer – hora
- Velká Střelice – Strzelce Opolskie – historicky
- Velkopolsko – Wielkopolska
- Velkopolský Hořov – Gorzów Wielkopolski, česky též Hořov nebo Landsberg nad Wartou
- Věluň – Wieluń
- Viselská kosa – Mierzeja Wiślana – písečná kosa
- Visla – Wisła – město
- Visla – Wisła – řeka
- Vladislav – Włocławek
- Vladislav – Wodzisław Śląski
- Volín – Wolin – ostrov, řídce, česky historicky také Volyn, nověji Volyň
- Volyn – Wolin, česky nověji také Volyň
- Volyn – Wolin – ostrov, historicky, česky řídce také Volín, nověji Volyň
- Volyň – Wolin, česky historicky také Volyn
- Volyň – Wolin – ostrov, česky historicky také Volyn, řídce také Volín
- Volov – Wołów
- Vratislav – Wrocław
- Vřesno – Września

## Z
- Zaháň – pol. Żagań, něm. Sagan
- Zámostí – Zamość – zastaralé
- Západní Bug – Bug – řeka
- Zátor – Zator
- Závidov – Zawidów
- Zelená Hora – Zielona Góra
- Zelov – Zelów
- Zhoř – Zgierz – historicky
- Zhořelec – něm. Görlitz, pol. Zgorzelec, hornoluž.-srb. Zhorjelc
- Zlatohorská vrchovina – Góry Opawskie
- Zvoleň – Zwoleń – historicky

## Ž
- Žakš – Zakrze – zastaralé
- Žarov – Żary
- Živec – Żywiec

## Vesnice

### Dolnoslezské vojvodství
- Baryč – Barycz
- Bedřichův Hradec – Grodziec, česky také Friedrichův Hradec
- Bobošov – Boboszów
- Friedrichův Hradec – Grodziec, česky také Bedřichův Hradec
- Husinec – Gęsiniec
- Jodlov – Jodłów
- Jugov – Jugów
- Křesobor nebo Křešov – Krzeszów
- Kunčice – Trzebieszowice
- Lomnice – Łomnica
- Lubín – Lubienia
- Nová Bělá – Nowa Biela
- Nová Morava – Nowa Morawa
- Okřešín – Okrzeszyn
- Olbramice – Krosnowice
- Oldřichovice – Ołdrzychowice Kłodzkie
- Pileč – Pilcz
- Poděbrady – Gościęcice
- Polžnice – Pełcznica
- Porajov – Porajów
- Slané nebo Slaný – Słone
- Stará Bělka – Stara Białka
- Střední Stěnava – Ścinawka Średnia
- Stříbrná Hora – Srebrna Góra
- Šenov – Orłowiec
- Tlumačov – Tłumaczów
- Vambeřice – Wambierzyce
- Vlčí Důl – Międzygórze
- Velké Janovice – Janowice Wielkie
- Želeňec – Zieleniec

### Lodžské vojvodství
- Kučov – Kuców
- Faustynov (gmina Zelów) – Faustynów
- Faustynov (gmina Kleszczów) – Faustynów

### Malopolské vojvodství
- Nová Hora – Nowa Góra

### Opolské vojvodství
- Blimsdorf – Kwiatoniów
- Bližčice nebo Blížčice nebo Blýžvice – Bliszczyce
- Bobolusky – Boboluszki
- Bránice – Branice
- Dlouhé Mosty – Moszczanka
- Dobešovy – Dobieszów
- Držkovice – Dzierżkowice
- Dubovec – Dębowiec
- Džbánce – Dzbańce
- Hora Svaté Anny – Góra Świętej Anny
- Hrobníky – Grobniki
- Chomýž – Chomiąża
- Jakubovice – Jakubowice
- Jindřichovice – Jędrychowice
- Kněžpole – Księże Pole
- Kozlůvky – Kozłówki
- Krásné Loučky – Krasne Pole
- Křížkovice – Krzyżkowice
- Křížovice nebo Holasovičky – Gołuszowice
- Křižovy nebo Křižovany – Krzyżowice
- Langov – Langowo
- Levice – Lewice
- Linhartovy – Lenarcice
- Louka Prudnicka – Łąka Prudnicka
- Lubře – Lubrza
- Michálkovice – Michałkowice
- Mokré – Mokre
- Nové Křížovice nebo Nové Holušovice – Nowe Gołuszowice
- Nový Rožnov – Nowy Rożnów
- Olšinka – Olszynka
- Opavice – Opawica
- Pelhřimovy – Pielgrzymów
- Petrovice nebo Petříkovy – Pietrowice
- Pilšť nebo Plšť – Pilszcz
- Pruský Jindřichov – Dziewiętlice
- Posutice – Posucice
- Rovné – Równe
- Rudička nebo Liheřovice – Rudziczka
- Salisvald – Chróstno
- Skřivánkov – Skowronków
- Smíchovy nebo Hažovice – Gadzowice
- Spálený Dvůr – Spalony Dwór
- Tlustomosty – Tłustomosty
- Trmantice – Ciermięcice
- Vehovice – Wiechowice
- Vilémov – Wilhelmshort
- Vladěnín – Włodzienin
- Vodka –  Wódka
- Vratišovy – Braciszów
- Vysoká – Wysoka
- Žopovy – Zopowy
- Zubřice – Zubrzyce

### Slezské vojvodství
- Annaberk – historicky Chałupki
- Bažanovice – Bażanowice
- Bělovicko – Bielowicko
- Benkovice – Bieńkowice
- Běry nebo Bírov – Biery
- Blatnice – Bładnice
- Boleslav – Bolesław
- Bonkov – Bąków
- Brenná – Brenna
- Brúnov nebo Bronov – Bronów
- Březůvka – Brzezówka
- Bystrá – Bystra
- Děhylov – Dzięgielów
- Dolní Meziříčí – Międzyrzecze Dolne
- Drahomyšl – Drogomyśl
- Dubovec – Dębowiec
- Frelichov – Frelichów
- Gočálkovice – Goczałkowice-Zdrój
- Halčnarovice – Hecznarowice
- Harbutovice – Harbutowice
- Hažlach nebo Hazlach – Hażlach
- Hodišov – Godziszów
- Holešov – Goleszów
- Horní Líštná – Leszna Górna
- Horní Marklovice – Marklowice Górne
- Horní Meziříčí – Międzyrzecze Górne
- Hradčánky – Gródczanki
- Hradec – Grodziec
- Humna – Gumna
- Chyby – Chybie
- Jasenice – Jasienica
- Javoří – Jaworze
- Javořinka – Jaworzynka
- Jilovnice – Iłownica
- Jiskřičín – Iskrzyczyn
- Jistebná – Istebna
- Kačice – Kaczyce
- Koňákov – Koniaków
- Kostkovice – Kostkowice
- Kovále nebo Kovály – Kowale
- Kozákovice – Kozakowice
- Kněžský Las – Księży Las
- Křižanovice – Krzyżanowice
- Kyčice – Kiczyce
- Kyselov – Kisielów
- Lazy – Łazy
- Lhota – Ligota
- Lhota – Ligota Tworkowska
- Loučka – Łączka
- Lubovice – Łubowice
- Malé Hůrky – Górki Małe
- Malé Kunčice – Kończyce Małe
- Mazančovice – Mazańcowice
- Mezisvětí – Międzyświeć
- Nebočov – Nieboczowy
- Nová Ves nebo Nová Véska – Nowa Wioska
- Ohrazená – Ogrodzona
- Ovsiště – Owsiszcze
- Pohoří – Pogórze
- Pohvizdov – Pogwizdów
- Prstec – Pierściec
- Pruchná – Pruchna
- Puncov – Puńców
- Roztropice nebo Rostropice – Roztropice
- Rožkov – Roszków
- Rudice – Rudzica
- Rudník – Rudnik
- Rudyšvald – Rudyszwałd
- Semorad nebo Šimorad – Simoradz
- Slezské Pavlovice – Pawłowice
- Svěntošůvka – Świętoszówka
- Tisovnice – Cisownica
- Tvorkov – Tworków
- Velké Hůrky – Górki Wielkie
- Velké Kunčice – Kończyce Wielkie
- Velké Petrovice – Pietrowice Wielkie
- Věščút – Wieszczęta
- Vilémovice nebo Vilamovice – Wilamowice
- Vislice – Wiślica
- Zabelkov nebo Zábělkov – Zabełków
- Záblatí – Zabłocie
- Záboří – Zaborze
- Zábřeh – Zabrzeg
- Zámrsk – Zamarski
- Záříčí – Zarzecze
- Zbytky nebo Zbytkov – Zbytków
- Žibřidovice – Zebrzydowice

### Velkopolské vojvodství
- Hedč – Giecz
- Velký Tábor – Tabor Wielki, česky také Bedřichův Tábor